# Rue de Gênes
La rue de Gênes (en espagnol : calle de Génova) est une rue de Madrid, en Espagne.

## Situation
La rue s'étend de la place Alonso-Martínez à l'ouest à la place Colomb à l'est et fait office de limite entre les quartiers de Justicia au sud, dans l'arrondissement du Centre et d'Almagro au nord, dans celui de Chamberí. 

## Dénomination
En 1859, elle est appelée ronda de Recoletos (« boulevard des Récollets ») et prend son nom actuel en 1886. Selon l'historien Carlos Cambronero (1849-1913) et l'écrivain et homme politique Hilario Peñasco de la Puente (1857-1891), le nom de la rue fait référence à la ville de Gênes en Italie, lieu de naissance présumé de Christophe Colomb.

## Sites et monuments
- Le palais de Gamazo, construit en 1886-1888 par l'architecte Ricardo Velázquez Bosco, s'élève au n°26.
- L'immeuble abritant l'Audience nationale s'élève à l'angle avec la rue García Gutiérrez.
- Le siège du Parti populaire (PP) y est situé, et par extension le terme « Génova » désigne la direction de cette formation politique.

## Transports
La station Colón de la ligne 4 du métro est située sous la rue, à proximité de la place Colomb.